# Echeveria grandiflora
Echeveria grandiflora là một loài thực vật có hoa trong họ Crassulaceae. Loài này được Haw. miêu tả khoa học đầu tiên năm 1828.